# Јасна Поповић
Јасна Поповић је српска пијанисткиња.

## Биографија
Рођена је 1979. године у Београду, где је са шест година похађала први час клавира. По завршетку ниже и средње музичке школе 1997, преселила се у Минхен где је студирала Hochschule für Musik und Theater под руководством професорке Гити Пирнер. Након наступа у Њујорку је одлучила да се тамо пресели. Објавила је соло албум са класичном српском музиком. Освојила је више награда међу којима су друго место на Државном пијанистичком такмичењу у Београду и четврто место на Међународном такмичењу у Риму. Учествовала је на разним фестивалима широм Европе, попут фестивала у Италији, Немачкој и Аустрији. Године 2005. је била почаствован гост на Међународном фестивалу клавијатура у Њујорку када се и преселила тамо. Следеће године је добила Пасантинову награду за посебна достигнућа Универзитета у Њујорку. Сарађивала је са композитором Родионом Шчедрином и контрабасом Романом Патколом. Суоснивач је организације за уметнике заинтересоване за међународну размену културе. Снимила је снимке етно-класичне српске музике у част краљице Елизабете II.